# Rhoicinus wapleri
Espèce
Rhoicinus wapleri est une espèce d'araignées aranéomorphes de la famille des Trechaleidae.

## Distribution
Cette espèce est endémique du Venezuela.

## Description
La femelle holotype mesure 6 mm.

## Publication originale
- Simon, 1898 : Description d'un nouveau genre d'arachnides de la famille des Lycosides. Bulletin de la Société entomologique de France, vol. 1898, p. 129-130 (texte intégral).